# Stuttgart 21
Stuttgart 21 je najavljeni i planirani projekt izgradnje novog podzemnog kolodvora i tunela kraj glavnog željezničkog kolodvora Stuttgarta, radi prestrukturiranja željezničkog čvora tog grada koji će metropolu njemačkog jugozapada bolje željeznički povezati s trasom Pariz - Strasbourg - Karlsruhe - Stuttgart - München - Beč - Budimpešta. Glavni naručitelj i graditelj projekta su Njemačke željeznice. Baden-Württemberg, Udruga regije Stuttgart, zrakoplovna luka Stuttgart GmbH, Transeuropska mreža i EU su se uključile u financiranje ovog građevinskog pothvata.
Prometni stručnjak Gerhard Heimerl je još 1988. predložio projekt, no tek je 1994. službeno predstavljen javnosti. Građevinski radovi počeli su 2. veljače 2010. dok je otvaranje zakazano za prosinac 2019. Troškovi projekta procjenjuju se na preko 4 milijarde eura, što ga čini najskupljim građevinskim pothvatom u Njemačkoj.
Međutim, usprkos snažnoj promociji vlasti i medija, građani Stuttgarta su velikom većinom protiv "Stuttgarta 21" i bune se izgradnji novog podzemnog kolodvora. Glavne zamjerke su da bi projekt mogao uništiti podzemne vode i minerale regije. Također, s obzirom na to da Stuttgart već ima željeznički kolodvor, mnogima je gradnja novog nepotrebna i skupa novotarija. Deseci tisuća građana prosvjedovalo je protiv izgradnje te plakatima obljepilo zidove diljem grada, optužujući da su se mjesni političari i građevinski lobisti udružili kako bi sami sebi stvorili unosan posao te tako rade što žele od središta grada. Bunt građana pokrenuo je jednu od većih većih policijskih racija u novijoj povijesti grada.
Uz brojne probleme, otezanje i pucanje rokova, kontroverze su se pojačale neumoljivom kampanjom vlasti CDU-a koja je bezrezervno podržavala projekt i nastavila s njim usprkos protivljenju javnosti. Zbog toga je CDU po prvi put nakon tri desetljeća izgubila vlast na mjesnim izborima 2010. dok je većinu osvojila stranka Zelenih.

## Vanjske poveznice
- Službene stranice projekta  Arhivirana inačica izvorne stranice od 1. rujna 2010. (Wayback Machine)

|  | Zajednički poslužitelj ima još gradiva o temi Stuttgart 21 |